# Gheorghe Lixandru
Gheorghe Lixandru (n. 26 martie 1953, București, România) este un fost bober român. El a concurat la Jocurile Olimpice de Iarnă din 1976, 1980 și 1984. A fost portdrapelul delegației României la Jocurile Olimpice de iarnă din 1980.